# HD122970
HD122970 — хімічно пекулярна зоря спектрального класу F0, що має видиму зоряну величину в смузі V приблизно  8,4.
Вона  розташована на відстані близько 421,4 світлових років від Сонця.

## Пекулярний хімічний склад
Зоряна атмосфера HD122970 має підвищений вміст 
Cr
.